# فراشة سيلان النيلية الملكية
فراشة سيلان النيلية الملكية هي فراشة من الفصيلة النحاسية، وهي كانت تصنف سلالة تتبع فراشة السهول الزرقاء الملكية، وهي متوطنة في سريلانكا.
يبلغ طول جناحيها حوالي 24-26 ملم. الجنسان متشابهان على الجوانب الظهرية. بشكل عام الفراشة فضية اللون. على الجانب البطني، يوجد خط أسود هامشي متقطع بارز في الذكور.